# Charm School
Charm School je osmé studiové album švédské popové skupiny Roxette, které vyšlo 11. února 2011. Roxette na toto album vzpomínají jako na veliký další skok v jejich kariéře. Sám Per Gessle si zamiloval píseň nazpívanou Marií Fredriksson "No one makes it on her own".

## Seznam skladeb
| Pořadí | Název                                | Délka |
| ------ | ------------------------------------ | ----- |
| 1.     | Way Out                              | 2:45  |
| 2.     | No One Makes It on Her Own           | 3:42  |
| 3.     | She's Got Nothing On (But the Radio) | 3:33  |
| 4.     | Speak to Me                          | 3:41  |
| 5.     | I'm Glad You Called                  | 2:48  |
| 6.     | Only When I Dream                    | 3:52  |
| 7.     | Dream On                             | 3:09  |
| 8.     | Big Black Cadillac                   | 3:05  |
| 9.     | In My Own Way                        | 3:30  |
| 10.    | After All                            | 3:15  |
| 11.    | Happy on the Outside                 | 3:37  |
| 12.    | Sitting on Top of the World          | 3:55  |